# Simcoe Mountains
Die Simcoe Mountains (oder das Simcoe Mountains Volcanic Field) ist eine Gruppe von Lavaflüssen und erloschenen Vulkanen im südlichen zentralen Teil des US-Bundesstaates Washington, östlich des Mount Adams. Der nördliche und der zentrale Teil der Simcoe Mountains liegen innerhalb der Yakama Indian Reservation. Obwohl das Vulkanfeld in der Nähe der Kaskaden-Vulkane liegt, handelt es sich um ein deutlich älteres, nicht mit einer Gebirgsbildung in Zusammenhang stehendes (anorogenetisches) Vulkanfeld; es wird daher nicht zu den Kaskaden-Vulkanen gezählt.

## Höchste Gipfel
Die meisten Vulkanschlote erheben sich um 75 … 250 Meter über die Umgebung, mit Ausnahme des Signal Peak, welcher die Umgebung um 500 Meter überragt. Die höchsten Erhebungen in den Simcoe Mountains sind:
- Jennies Butte (6.404 ft (1.952 m)), ein Dazit-Kegel  – 46° 24′ N, 121° 19′ W[2]
- Indian Rock (5.820 ft (1.774 m)), ein basaltischer Schildvulkan – 45° 59′ N, 120° 50′ W[3]
- Castle Rock (4.987 ft (1.520 m)), ein basaltischer Schildvulkan – 46° 2′ N, 120° 49′ W[4]
- Signal Peak (5.102 ft (1.555 m)), ein 5,7 Millionen Jahre alter mafischer Schildvulkan[1] – 46° 14′ N, 121° 8′ W[5]

## Geologie
Die Simcoe Mountains liegen im Yakima Fold Belt innerhalb der Columbia River Basalt Group. Die Eruptionen der heute erloschenen Vulkane ereigneten sich in drei Perioden während des Pliozäns und des Quartärs; die erste Periode dauerte dabei von 4,2 … 3,2 Millionen Jahre BP, die zweite Periode von 2,2 … 1,2 Millionen Jahre BP und die jüngste Periode von 1,0 … 0,6 Millionen Jahre BP. Als jüngste Eruption wird ein trachybasaltischer Lavafluss von vor 631.000 ± 27.000 Jahren angesehen, der sogenannte „Trachybasalt of Pretty Swamp“.
Ein Teil der vulkanischen Aktivität in den Simcoe Mountains trat zur gleichen Zeit wie Eruptionen in den Goat Rocks im Nordwesten auf. In den letzten 350.000 Jahren, in denen die Vulkane der Simcoe Mountains aktiv waren, gab es auch Aktivitäten in der Region um den Mount Adams, aber der Mount Adams selbst hatte sich noch nicht herausgebildet. Indian Heaven, ein Vulkanfeld weiter westlich, ist gleichfalls viel jünger als die Simcoe Mountains. Nur die ältesten 200.000 Jahre der Aktivität in Indian Heaven überlappen mit den jüngsten 200.000 Jahren der Aktivität in den Simcoe Mountains. Der Mount St. Helens ist wie auch der Mount Adams vollständig nach den Simcoe Mountains entstanden.